# 中和興南夜市

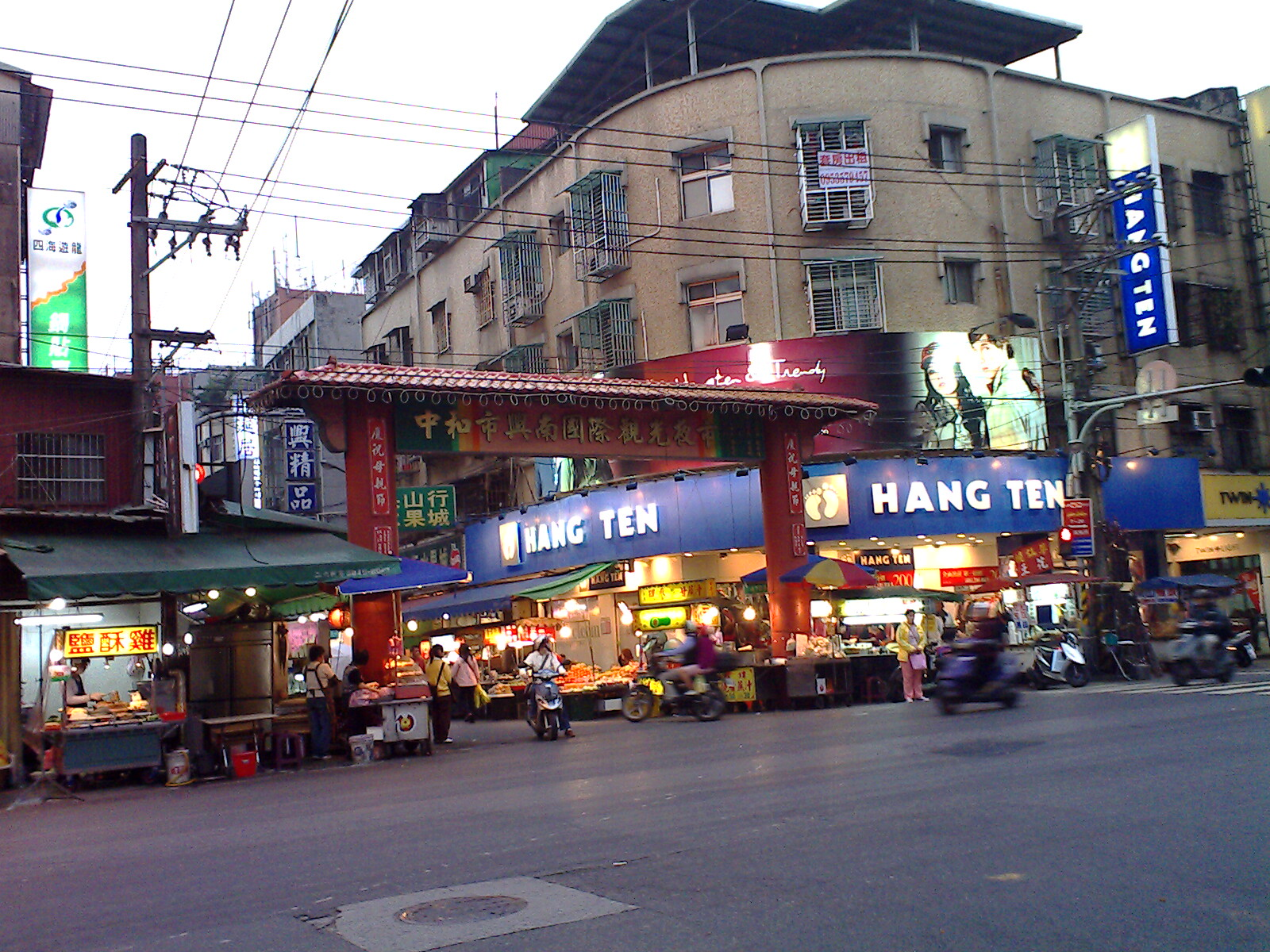
興南夜市。

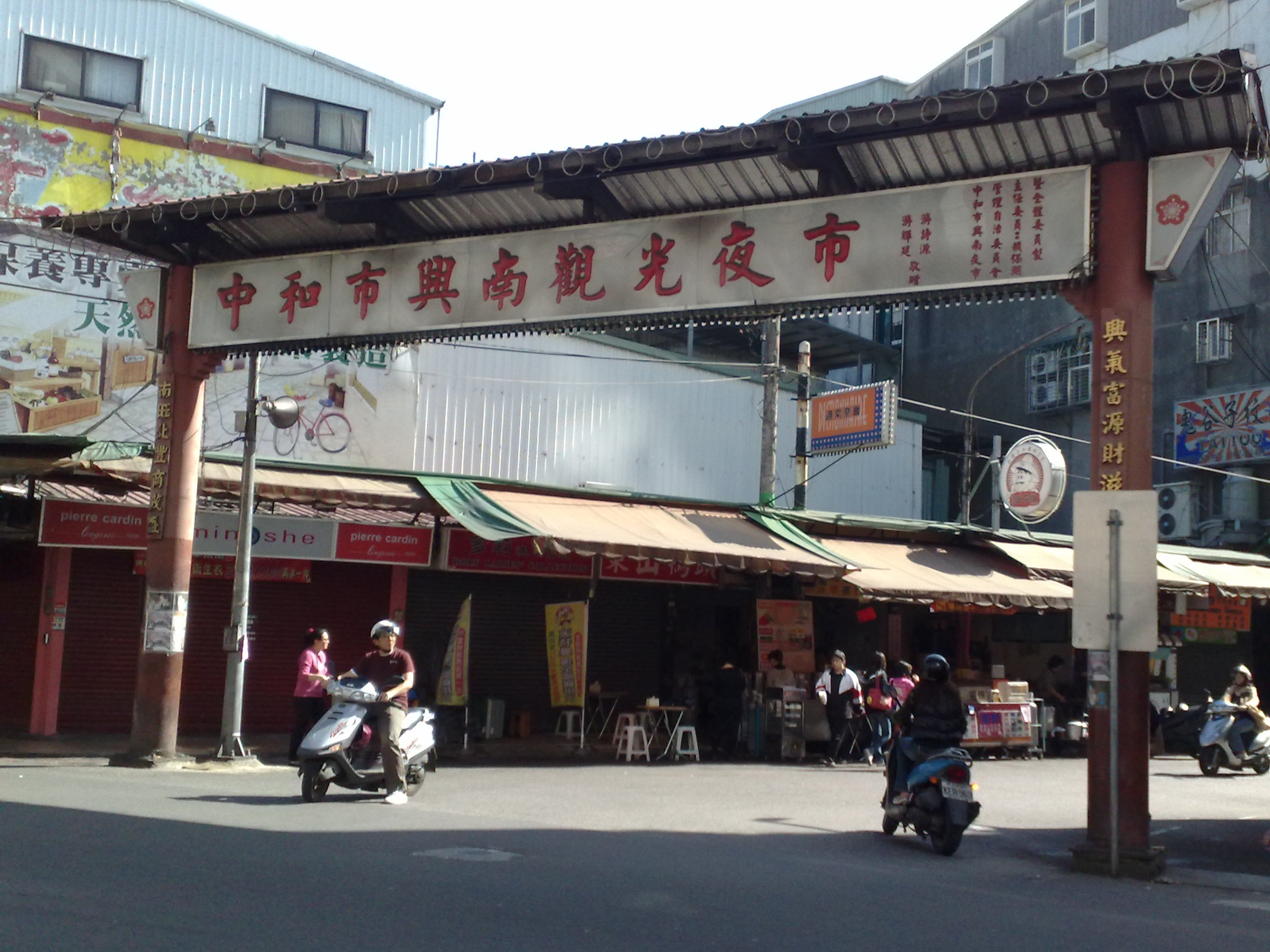
興南夜市靠近興南路段出入口。

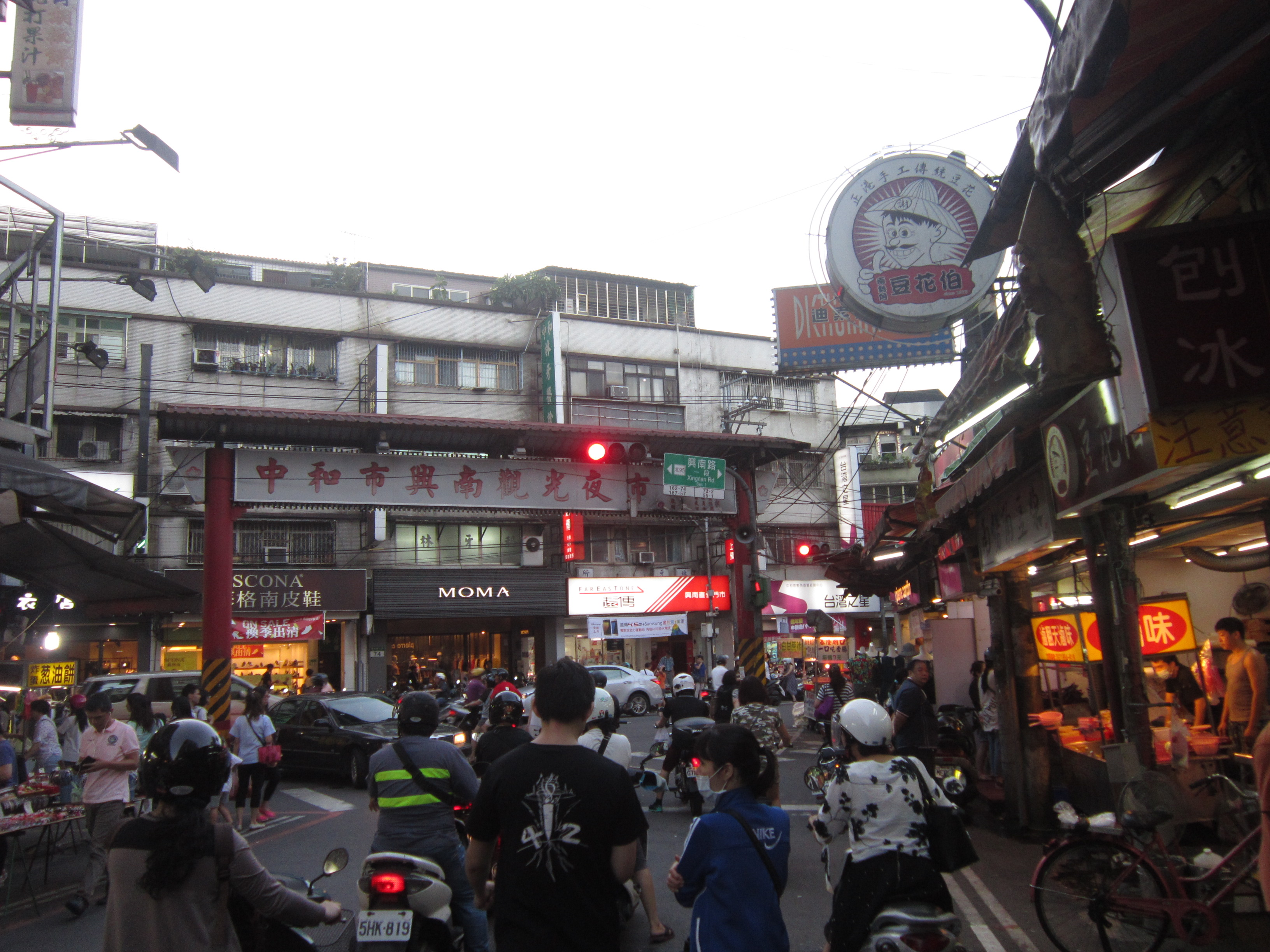
傍晚後的興南夜市人潮熙來攘往，交通繁忙，而此處靠興南路段出口恰好是北95線道，緊鄰捷運南勢角站出口。

中和興南夜市為觀光夜市形態的商圈，位於台灣新北市中和區，範圍以信義街、景新街 410 巷為主，該商圈臨近台北捷運中和線南勢角站，步行約3分鐘可達。商家業種大多以零售業為主，以服飾業、小吃、3C周邊配件等生活機能型為主，亦為一個內需型商圈。以夜間營業為主。

## 鄰近
- 烘爐地福德宮：除吸引香客外，許多遊客在夜間前往烘爐地觀賞夜景時亦會至夜市消費。
- 中和華新街商圈：又被稱為滇緬街，當地有許多早期自雲南及緬甸邊境的華僑移民及其後代子孫聚集於此，因此形成特殊的飲食與文化聚落。
- 臺北捷運中和新蘆線：南勢角站
- 華夏科技大學
- 中和國中
- 景新國小
- 三介廟[1]
- 金山禪寺[2][3]

## 外部連結
- 興南夜市-新北市觀光旅遊網 （页面存档备份，存于）
- 興南夜市線上逛街Q版夜市地圖（页面存档备份，存于）